# Революционна въстаническа армия на махновци
Бунтовническото движение, водено от Нестор Махно, известно като махновско движение, Махновщина (от есента на 1919 г. – Революционна въстаническа армия на Украйна (РИАУ) – анархистко-селско движение в югоизточна Украйна по време на Гражданската война .
Възниква през лятото на 1918 г. по време на австро-германската окупация. Протича под лозунгите за „безсилна трудова федерация“, „пълна свобода“ и др. Характеризира се с дълбоко недоверие към политическите партии, нетрудовите или привилегированите групи от обществото, отхвърляне на диктатурата и държавността и пълно местно самоуправление на работниците под формата на „свободни трудови съвети“ на селски и работнически организации.
Основната социална база на движението е селячеството от Екатеринославска губерния. Бунтовниците са подкрепени и от представители на градското население и интелигенцията.
Бунтовническите части действат срещу австро-германските войски и армията на хетман Павло Скоропадски (1918 г.), Директорията на УНР, армията на генерал Деникин (1919 г.) и Пьотър Врангел (1920 г.). Отношението на съветското правителство към Махно е двусмислено и противоречиво: от една страна, съветското командване, когато е необходимо, взаимодейства с бунтовническите формирования по време на операции срещу петлюровците и белите войски, което съветско командване, от друга страна, активно потиска махновщината.
Център на бунтовническото движение е село Гуляй-Поле в Екатеринославска губерния, родното място на Нестор Махно.